# Combat de Carmen de Patagones
La bataille navale de Carmen de Patagones ou Vila del Carmen a été livrée le 7 mars 1827 en Patagonie, Argentine, entre les flottes du Brésil et de l'Argentine, pendant la guerre de Cisplatine (1825 - 1828).

## Histoire
Au début de l'année 1827, l'état-major brésilien planifie une opération navale contre Carmen de Patagones, base corsaire argentine en Patagonie, sur le Rio Negro ; le capitaine de frégate James Sheperd est désigné chef de l'expédition qui comprend quatre bâtiments: les corvettes Duquesa de Goias et Itaperica, le brick-goélette Escudeira et la goélette  Constança.
Dès le départ, l'aventure s'engage mal : la Duquesa de Goias, à bord de laquelle James Sheperd a hissé son pavillon, fait naufrage dans le Rio Negro et surtout, les Argentins sont informés des projets des Brésiliens, circonstance que ces derniers ignorent, et dès que la flottille est annoncée dans les parages de la base corsaire, celle-ci est complètement évacuée. Les navires s'éloignent tandis que la garnison quitte la ville, la laissant sans défense apparente.
Arrivé devant Carmen de Patagones, Sheperd ne peut que constater son abandon. Il décide cependant de débarquer ses troupes, ne laissant à bord de ses navires que des équipages réduit au strict minimum. Une fois à terre, ses hommes se répandent dans la cité perdant toute discipline ; c'est le moment qu'attendaient les Argentins pour attaquer. Dans une synchronisation quasi parfaite, la garnison cachée dans les alentours de la ville lance, sous le commandement du colonel Martin Lacana, une attaque contre le corps de débarquement tandis que les bâtiments corsaires, menés par Santiago Bynon, surgissent sur les arrières des navires brésiliens. La bataille qui suit tourne très rapidement à la catastrophe pour les envahisseurs. Dans la ville, James Sheperd tombe parmi les premiers et ses hommes doivent rapidement mettre bas les armes. Dans le port, les navires brésiliens immobilisés et manœuvrés par des équipages squelettiques sont enveloppés et submergés et se rendent les uns après les autres. Pour le Brésil, et selon les mots de l'historien naval Prado Maia, cette bataille est un complet désastre et la plus sévère défaite qu'il ait subi au cours d'un conflit qui par ailleurs ne lui fut pas favorable : une expédition entière est anéantie, tous ses moyens humains et matériels détruits ou capturés.
Les Argentins embarquèrent les prisonniers sur des navires pour les conduire dans des camps d'internement. Ceux montés à bord du brick Ana eurent l'occasion de prendre leur revanche sur leurs vainqueurs. En effet, menés par Marquès Lisboa, ils parvinrent à se libérer et à s'emparer du bâtiment, qu'ils ramenèrent à Montevideo où il fut intégré à l'escadre brésilienne. Par ailleurs, les Argentins capturèrent plusieurs drapeaux ennemis lors de la bataille ; deux d'entre eux sont encore exposés aujourd'hui dans la cathédrale de la ville.

### L'évasion de 95 prisonniers brésiliens
Le jeune Joaquim Marques Lisboa et Eyre à la tête de 93 prisonniers ont mené une évasion audacieuse. Ils ont réussi à prendre le contrôle du navire républicain Ana les transportant à Salado et sont revenus en triomphe à Montevideo.